# Epistole (Petrarca)
Le Epistole di Francesco Petrarca sono una raccolta di lettere in prosa latina in parte progettate già dall'autore per la pubblicazione e pensate per un pubblico più vasto del destinatario esplicito.
Sono numerose e sono catalogate in cinque raccolte, secondo la scelta e il riordino compiuto dallo stesso autore. Notevole è l'importanza storica di queste epistole: sono la migliore fonte per la ricostruzione della vita del poeta e una vivida chiave d'accesso al suo pensiero, oltre che al tempo in cui egli visse.
Vi sono lettere destinate al fratello Gherardo, agli amici (spesso apostrofati con pseudonimi classicheggianti), ai principi, ai dogi veneziani, all'imperatore, ai vari papi e a cardinali, oltre ad alcune scritte per la raccolta e destinate ai grandi uomini dell'antichità, quali Cicerone, Virgilio e altri. Anche dal punto di vista letterario sono significative per l'eleganza e il virtuosismo descrittivo.

## Le cinque sezioni
Le cinque sezioni sono:
1. Familiares o Familiarium rerum libri (Ai familiari): 350 lettere, in XXIV libri, scritte tra il 1325 e il 1361. La più diffusa fra i contemporanei è la XII 2, che espone il codice del perfetto principe secondo quei princìpi medievali che saranno poi contestati da Machiavelli.
2. Seniles (Scritte in anzianità): 125 lettere, in XVII libri, composte tra il 1361 e il 1374. Secondo le indicazioni stesse dell'autore, a conclusione della serie si aggiunge, come XVIII libro, l'Epistola Posteritati, che rappresenta una specie di autobiografia del poeta, scritta dopo il 1351 (anno fino al quale giunge la narrazione), ma ritoccata fino ai suoi ultimi anni.
3. Sine nomine (Senza nome): 19 lettere, in un libro, redatte tra il 1342 e il 1358, nelle quali per prudenza il poeta censurò il nome dei destinatari, poiché vi si criticava la Curia avignonese.
4. Variae o extravagantes (Varie): 56 lettere sparse, a vari destinatari, raccolte in un libro dagli ammiratori del poeta dopo la sua morte.
5. Metricae (In versi):  66 epistole scritte prima del 1350, raccolte in tre tomi, dove Petrarca parla anche del tema dell'amore per Laura, non trattato invece altrove.